# André Boonen (wielrenner)
André Boonen (Mol, 13 juni 1957) is een voormalig Belgisch wielrenner. Hij was prof van 1979 tot 1984. Hij had in totaal twee zeges op zijn palmares. Hij is echter vooral bekend als de vader van Tom Boonen, wereldkampioen wielrennen in 2005. Tegenwoordig is André Boonen vertegenwoordiger van Ridley-fietsen.

## Erelijst
1981
- Wervik

1982
- Harelbeke-Poperinge-Harelbeke

Totaal: 2 zeges
Boonen ·
De Keyser ·
Govaerts ·
E. Gysemans ·
J. Gysemans ·
Jacques ·
Panis ·
Walter Planckaert ·
Willy Planckaert ·
Rompelberg ·
Schurgers ·
Tourné ·
Vaarten ·
Van de Vijver ·
Van Den Eynde ·
Van der Stappen ·
Verstraeten ·
Wijnants
Blockx ·
Bogaert ·
Boonen ·
Devos ·
Govaerts ·
E. Gysemans ·
J. Gysemans ·
den Hertog ·
Jacques ·
Eddy Planckaert ·
Walter Planckaert ·
Willy Planckaert ·
Rompelberg ·
Schoonjans ·
Schurgers ·
Van Den Eynde ·
Van Looy ·

Verstraeten ·
Vicino